# Museum im Goldschmiedehaus

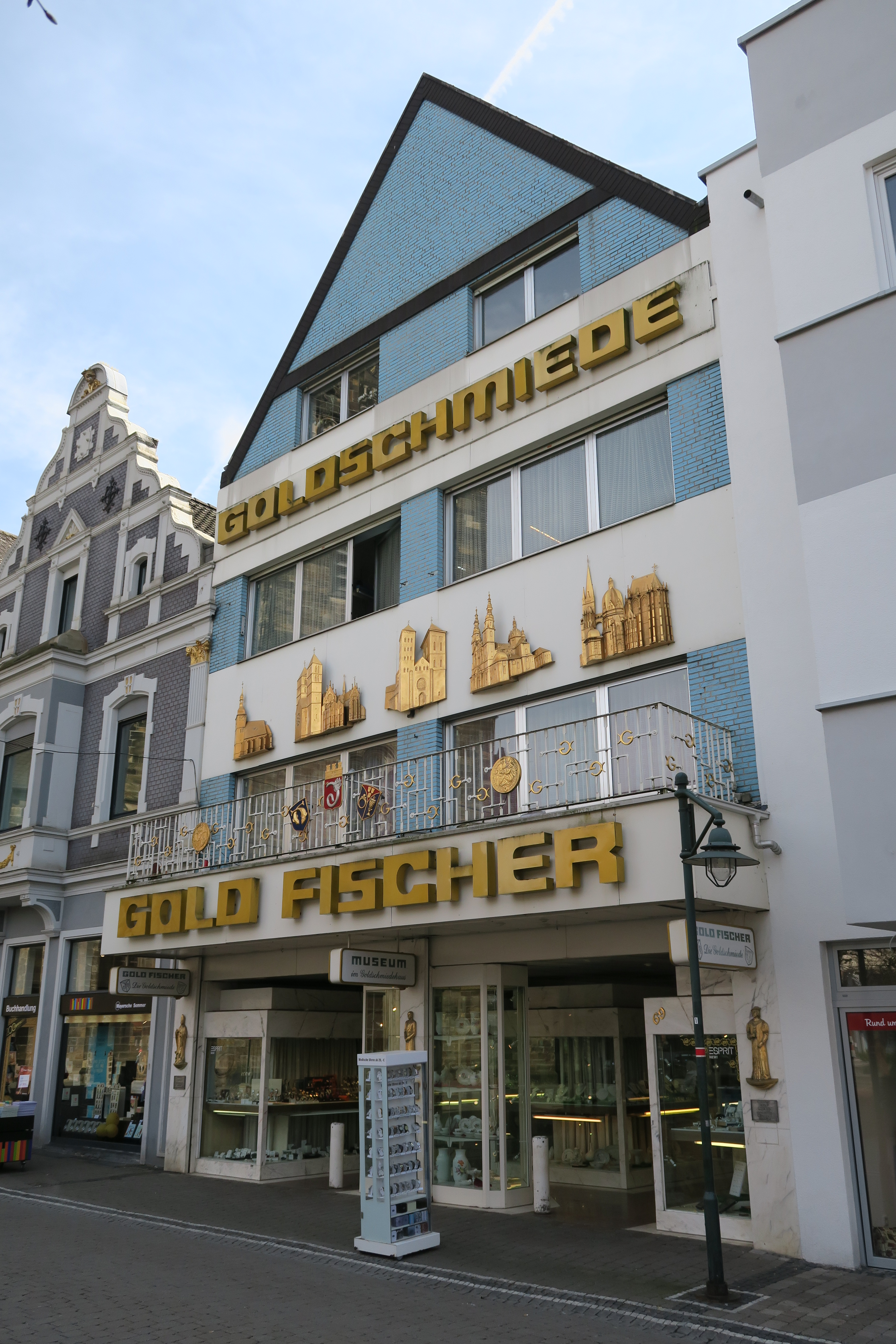
Goldschmiedehaus

Das Museum im Goldschmiedehaus ist ein interreligiöses Museum in Ahlen, Westfalen.
Es befindet sich in der Ahlener Innenstadt, gegenüber der Marienkirche, am Marienplatz, dem ehemaligen Hühnermarkt. Das 1984 eröffnete Museum im Goldschmiedehaus zählt zu den wenigen Museen der Welt, die Exponate aus der hinduistischen, buddhistischen, jüdischen, christlichen und islamischen Religion sowie historische Zeitmesstechnik zeigen. Es ging aus dem vom Goldschmiedemeister Werner Fischer 1964 gegründeten Studio 18 hervor.
Das Museum hat vier Sammlungsschwerpunkte:
- Christliche Sakrale Goldschmiedekunst aus dem Mittelalter und der Neuzeit
- Geschichte der Zeitmessung mit Zeitmessern ab 1585
- Jüdische Kultgeräte im jüdischen Leben
- Skulpturen, Andachts- und Ritualgegenstände aus dem buddhistischen Leben, inklusive Exponate aus dem Hinduismus und anderen fernöstlichen Religionen